# Bimbo
Grup Bimbo S.A.B. de C.V. és una empresa mexicana, capdavantera a nivell internacional en la indústria de panificació. Actua a Amèrica, Àsia i Europa. Des de 1980, les seues accions cotitzen en la Borsa Mexicana de Valors amb la clau de pissarra BMBOY. Tan sols en el 2013, va generar ingressos per USD 13.786 milions i USD 14.064 milions en 2014.

## Història
L'empresa Panificación Bimbo S.A. va ser fundada a la ciutat de Mèxic el 2 de desembre de 1945 per cinc empresaris d'origen català: Llorenç Servitje (1918-2017) i el seu germà Robert (1928), fills de catalans de Santa Margarida de Montbui (Anoia) emigrats a Mèxic, el seu cosí de Terrassa Jaume Jorba (1918-2009), el seu parent Jaume Sendra (1910-1985) i Josep T. Mata (1917-1997), a més de l'enginyer Alfonso Velasco (1904-1978).
L'origen del logotip i de la marca, un osset amb barret, es basava en un dibuix de la dona de Jaume Sendra, la igualadina Anita Mata, mentre que el nom "Bimbo" va sorgir de combinar el nom del joc del bingo amb Bambi i Dumbo, els dos personatges de Disney preferits de les filles de Llorenç Servitje i Carme Montull. Carme, al seu torn, era filla de l'empresari Daniel Montull i Segura (1888-1966), nascut a La Salzadella (Baix Maestrat) i emigrat a Mèxic el 1905, qui després d'entrar a treballar a la principal fàbrica de llumins mexicana, "La Central", n'havia esdevingut director general.
El principal èxit de la Bimbo va ser fabricar pa de motlle en un envàs protector i amb alts controls de qualitat, com a suport per àpats informals.

### Bimbo a l'estat espanyol

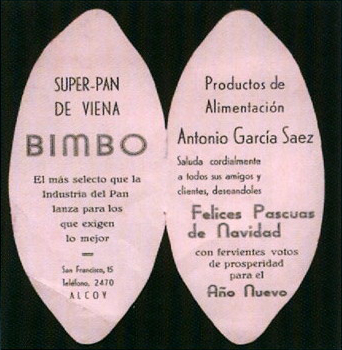
Publicitat del Pa Bimbo alcoià.

La marca Bimbo, basada en la mexicana, va ser registrada a l'Estat Espanyol als anys 50 per Antonio García Suárez, del forn Blayet d'Alcoi, que utilitzà la marca per a publicitar el seu pa de Viena blanet. Quan la multinacional mexicana va establir-se al mercat espanyol, als anys 60, van comprar-li la marca al forner per un milió de pessetes.
A l'Estat Espanyol, l'empresa Bimbo es va crear a Barcelona, el 4 de març de 1964, per Jaume Jorba Sendra i amb Josep Mussons com un dels fundadors. Les activitats productives es van iniciar el 21 de febrer del 1965, quan el primer pa de motlle, rèplica del primer Bimbo de Mèxic, va sortir de la planta de Granollers. Els començaments van ser difícils i després de diverses aliances Bimbo experimentà el seu creixement més important a partir de la dècada de 1980. L'any 1970, Josep Mussons, llavors director de Bimbo, ideà el conegut àlbum de cromos anomenat "El porqué de las cosas" que explicava el perquè de les coses. Aquesta idea es gestà a la Fonda Europa de Granollers, on l'equip directiu de Bimbo es solia reunir per dinar. Representants de la casa Bimbo visitaren molts col·legis, repartint àlbums i cromos entre els nens per iniciar la col·lecció.